# ایوان پریا بوآتو
ایوان پریا بوآتو (فرانسوی: Ivan Perrillat Boiteux‎؛ زادهٔ ۲۸ دسامبر ۱۹۸۵) اسکی‌باز صحرانوردی اهل فرانسه است.